# Souk El Marr

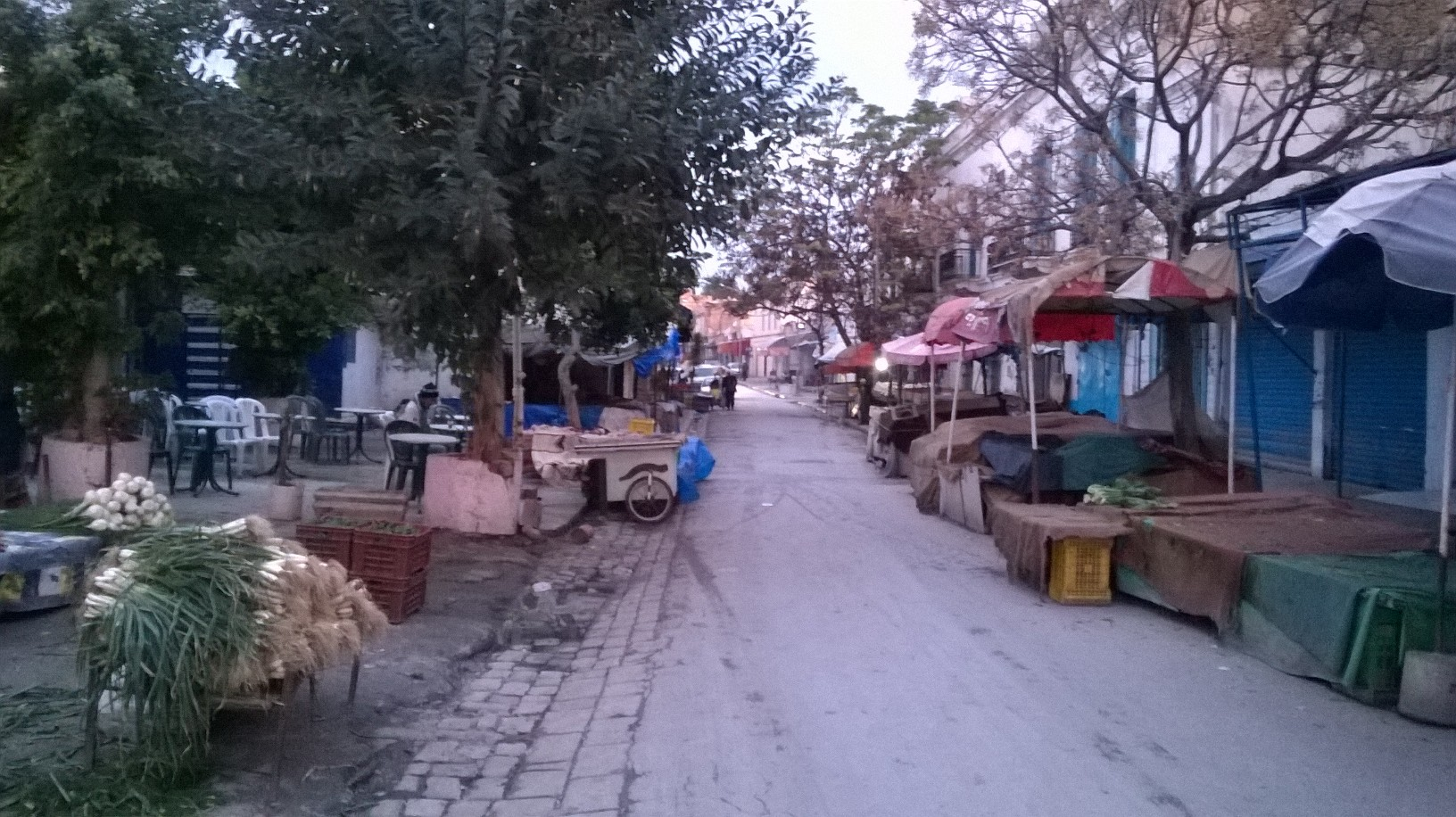
Vue du souk

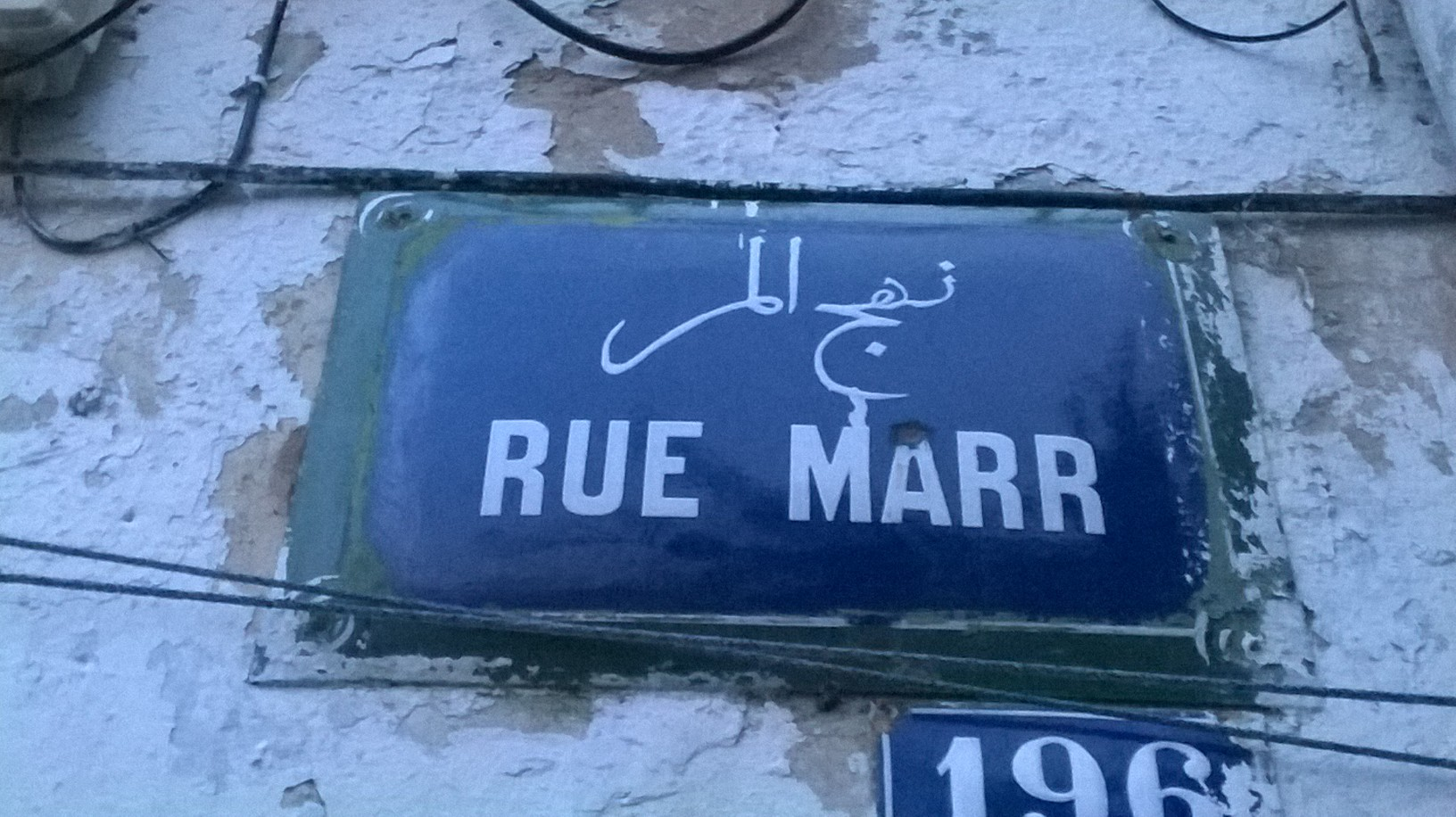
Plaque métallique marquant la rue El Marr, localisation du souk

Le souk El Marr (arabe : سوق المر) est l'un des souks de Tunis. Ses produits sont divers et destinés à l'utilisation quotidienne.

## Localisation
Il est situé derrière Bab Menara, l'une des portes de la médina de Tunis, près de la mosquée El Ksar et de la zaouïa de Lella Arbia.
On y trouve la zaouïa de Sidi Abderraouf El Marr, le lycée technique de l'impasse Sidi Abderraouf El Marr, la mosquée Sidi El Ragrag et le hammam El Marr.

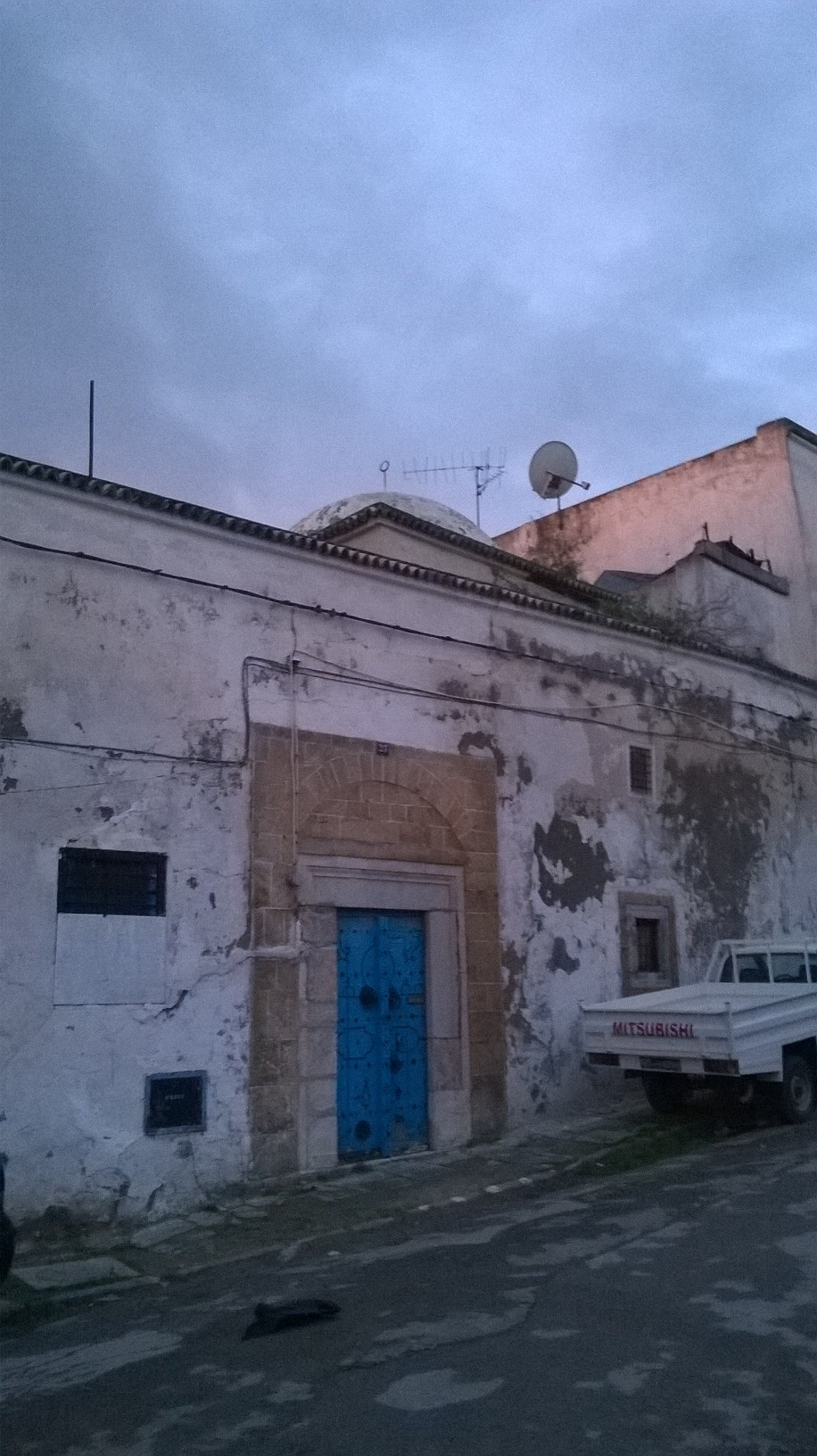
Zaouïa de Sidi Abderraouf El Marr
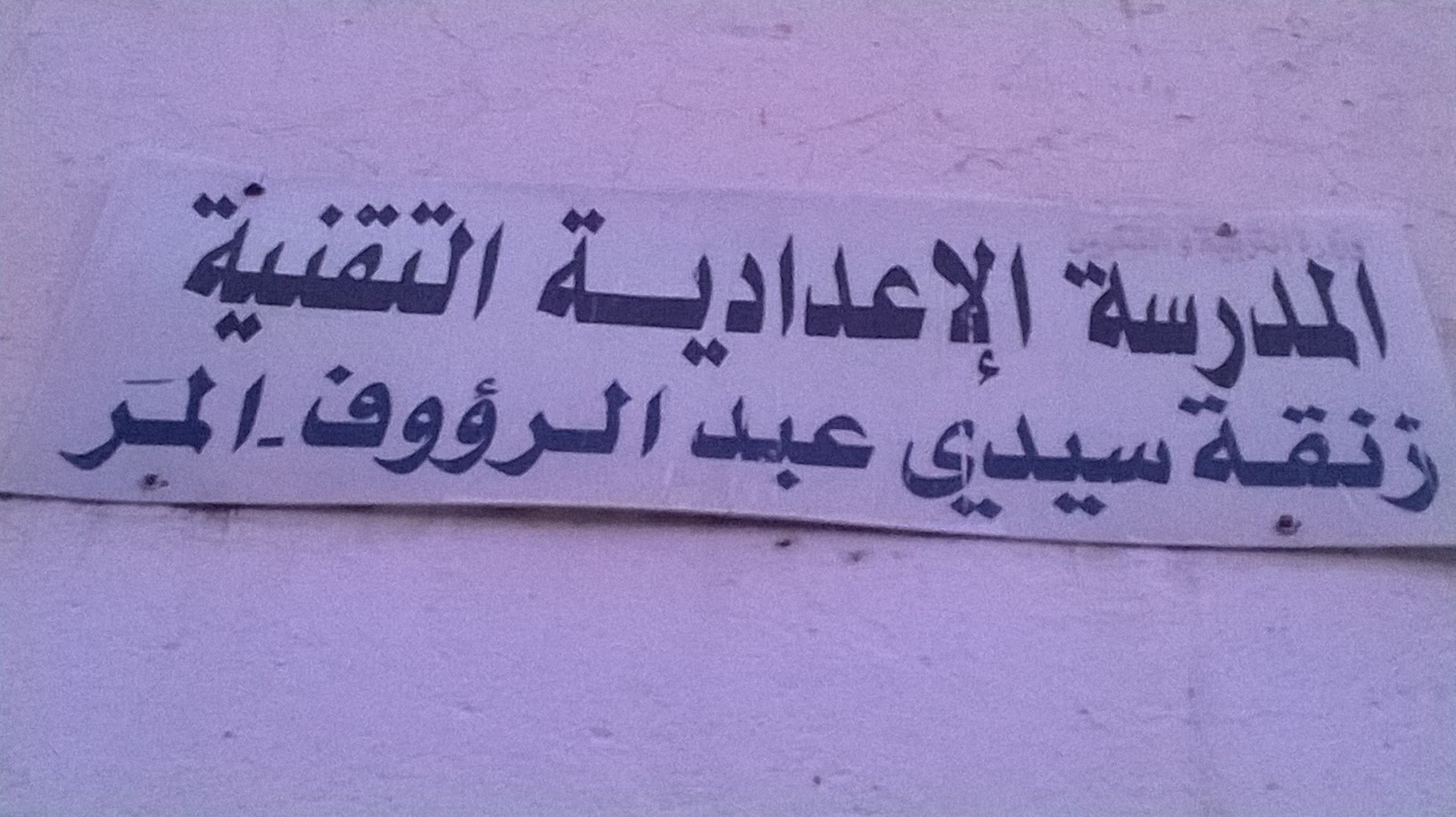
Plaque métallique indiquant le lycée technique
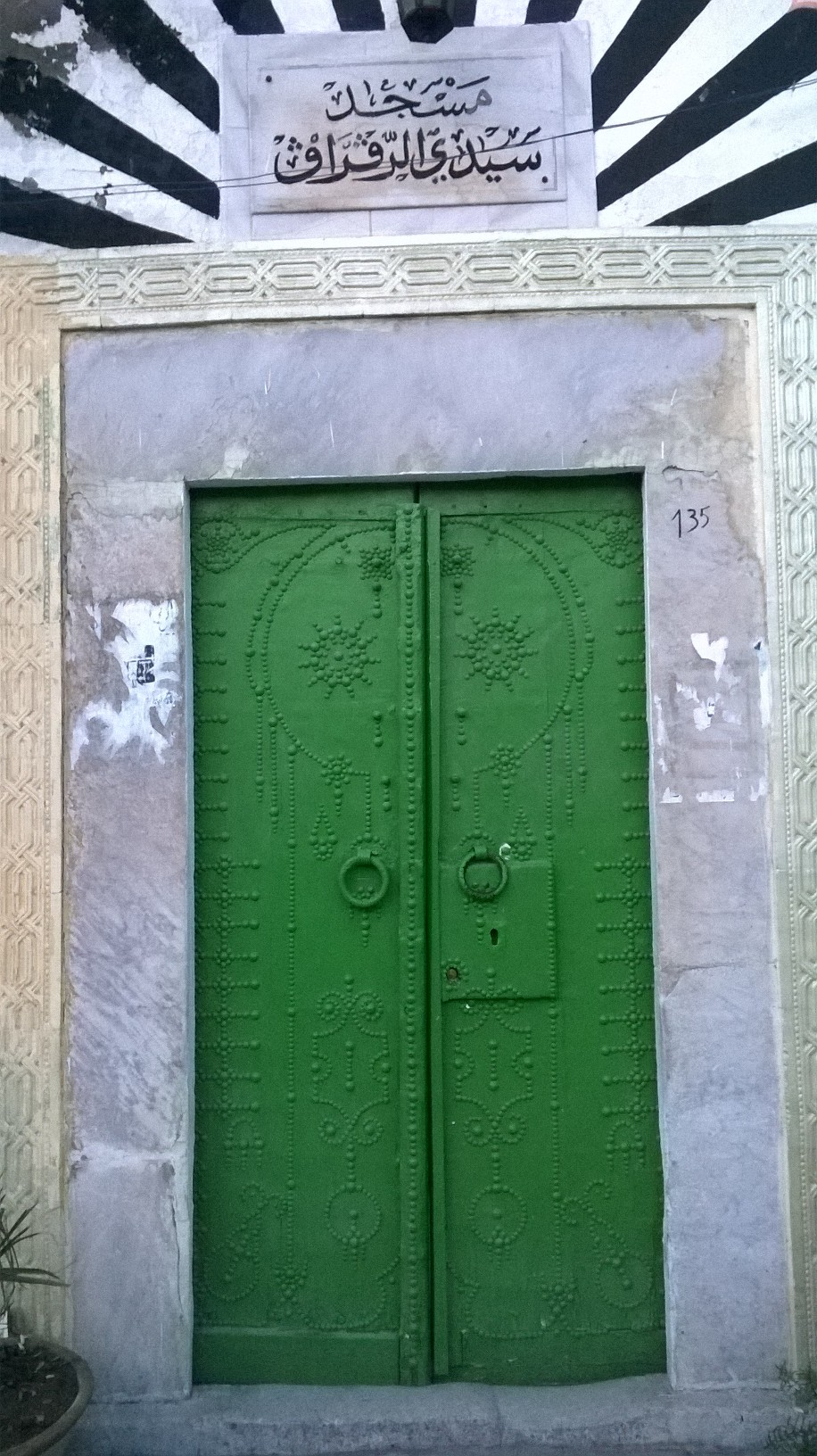
Mosquée Sidi El Ragrag
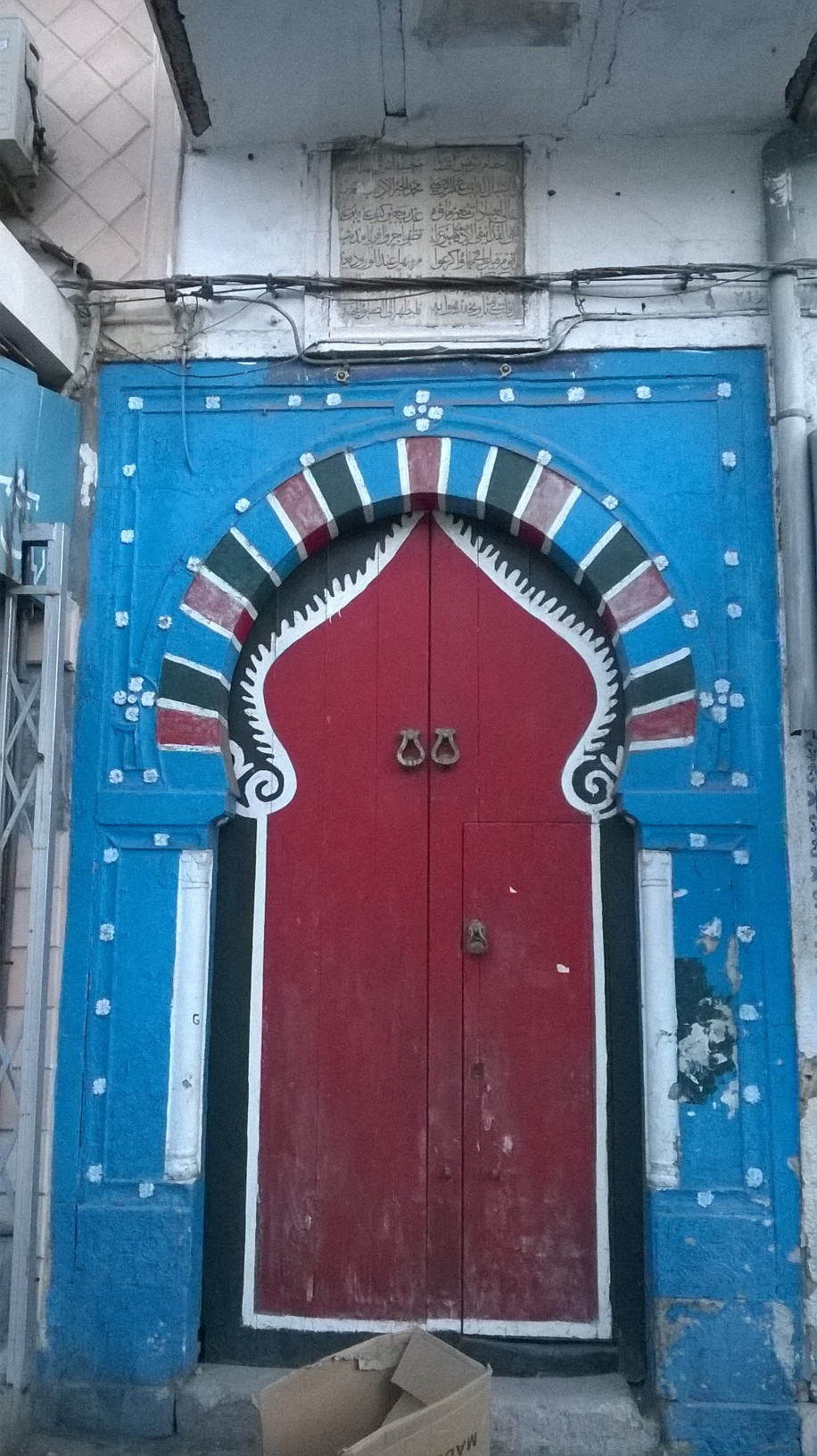
Hammam El Marr : porte d'entrée
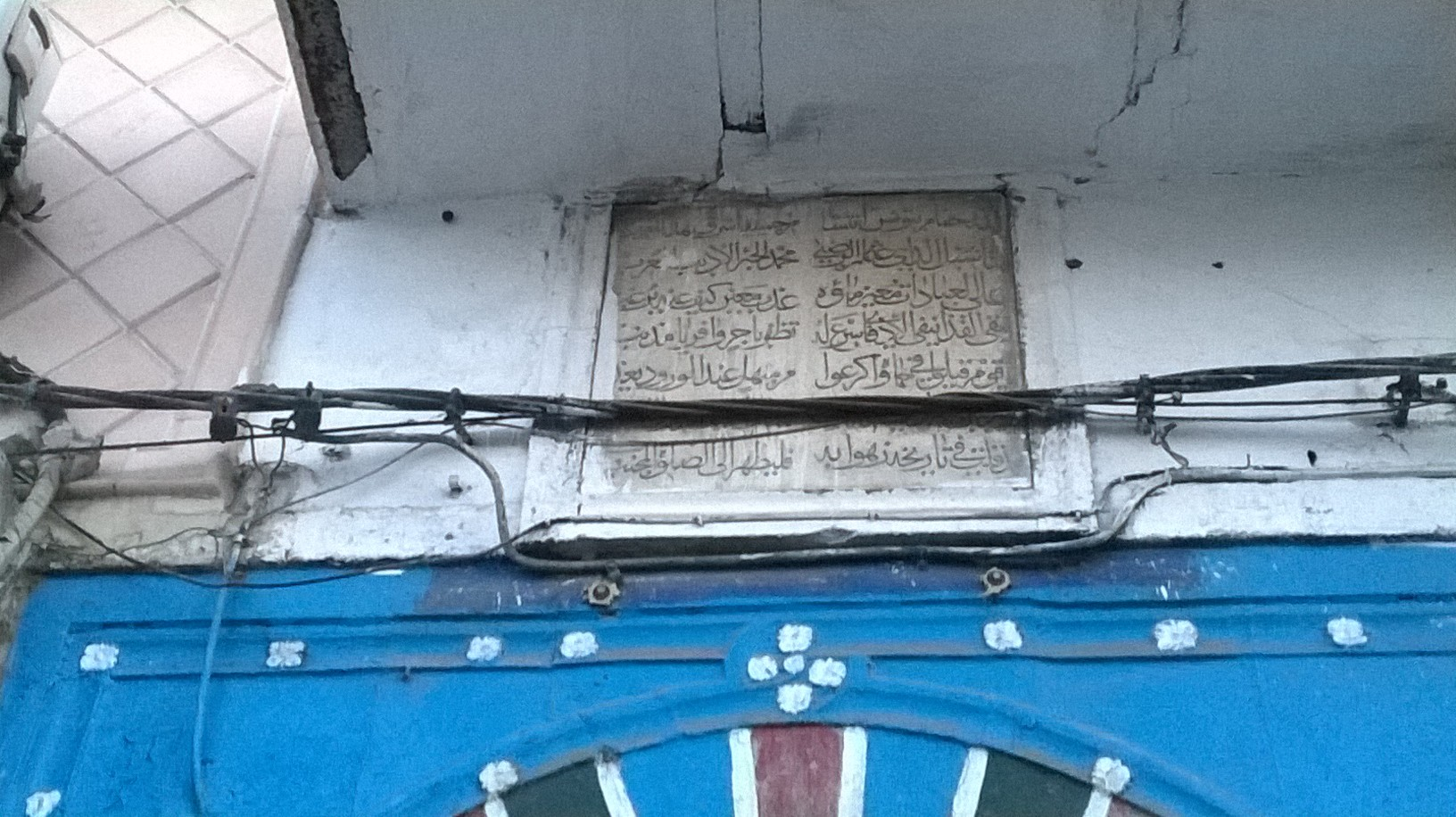
Hammam El Marr : plaque historique